# Grande Prêmio da Bélgica de 2002
Resultados do Grande Prêmio da Bélgica de Fórmula 1 realizado em Spa-Francorchamps em 1º de setembro de 2002. Décima quarta etapa da temporada, teve como vencedor o alemão Michael Schumacher, que subiu ao pódio junto a Rubens Barrichello numa dobradinha da Ferrari, com Juan Pablo Montoya em terceiro pela Williams-BMW.

## Resumo
- Michael Schumacher torna-se o primeiro piloto da história a assinalar dez vitórias numa mesma temporada de Fórmula 1.

## Corrida
| Pos.   | Nº | Piloto               | Construtor       | Voltas | Tempo/Diferença | Grid | Pontos |
| ------ | -- | -------------------- | ---------------- | ------ | --------------- | ---- | ------ |
| 1      | 1  | Michael Schumacher   | Ferrari          | 44     | 1:21:20.634     | 1    | 10     |
| 2      | 2  | Rubens Barrichello   | Ferrari          | 44     | + 1.977         | 3    | 6      |
| 3      | 6  | Juan Pablo Montoya   | Williams-BMW     | 44     | + 18.445        | 5    | 4      |
| 4      | 3  | David Coulthard      | McLaren-Mercedes | 44     | + 19.357        | 6    | 3      |
| 5      | 5  | Ralf Schumacher      | Williams-BMW     | 44     | + 56.440        | 4    | 2      |
| 6      | 16 | Eddie Irvine         | Jaguar-Cosworth  | 44     | + 1:17.370      | 8    | 1      |
| 7      | 24 | Mika Salo            | Toyota           | 44     | + 1:17.809      | 9    |        |
| 8      | 11 | Jacques Villeneuve   | BAR-Honda        | 44     | + 1:19.855      | 12   |        |
| 9      | 25 | Allan McNish         | Toyota           | 43     | + 1 volta       | 13   |        |
| 10     | 7  | Nick Heidfeld        | Sauber-Petronas  | 43     | + 1 volta       | 18   |        |
| 11     | 10 | Takuma Sato          | Jordan-Honda     | 43     | + 1 volta       | 16   |        |
| 12     | 12 | Olivier Panis        | BAR-Honda        | 39     | Motor           | 15   |        |
| Ret    | 9  | Giancarlo Fisichella | Jordan-Honda     | 38     | Motor           | 14   |        |
| Ret    | 17 | Pedro de La Rosa     | Jaguar-Cosworth  | 37     | Suspensão       | 11   |        |
| Ret    | 8  | Felipe Massa         | Sauber-Petronas  | 37     | Motor           | 17   |        |
| Ret    | 4  | Kimi Räikkönen       | McLaren-Mercedes | 35     | Motor           | 2    |        |
| Ret    | 14 | Jarno Trulli         | Renault          | 35     | Motor           | 7    |        |
| Ret    | 22 | Anthony Davidson     | Minardi-Asiatech | 17     | Spun off        | 20   |        |
| Ret    | 15 | Jenson Button        | Renault          | 10     | Motor           | 10   |        |
| Ret    | 23 | Mark Webber          | Minardi-Asiatech | 4      | Câmbio          | 19   |        |
| Fonte: |    |                      |                  |        |                 |      |        |

## Tabela do campeonato após a corrida
| Pos.   | Piloto             | Pontos |
| ------ | ------------------ | ------ |
| 1      | Michael Schumacher | 122    |
| 2      | Rubens Barrichello | 51     |
| 3      | Juan Pablo Montoya | 44     |
| 4      | Ralf Schumacher    | 42     |
| 5      | David Coulthard    | 37     |
| Fonte: |                    |        |

| Pos.   | Equipe           | Pontos |
| ------ | ---------------- | ------ |
| 1      | Ferrari          | 173    |
| 2      | Williams-BMW     | 86     |
| 3      | McLaren-Mercedes | 57     |
| 4      | Renault          | 15     |
| 5      | Sauber-Petronas  | 11     |
| Fonte: |                  |        |

- Nota: Somente as primeiras cinco posições estão listadas e os campeões da temporada surgem grafados em negrito.